# 노블레스 (만화)
《노블레스》는 손제호, 이광수가 네이버 웹툰에서 2007년부터 2019년까지 연재했던 대한민국의 웹툰이다.

## 작품 개요
《노블레스》는 중세 뱀파이어 전설에서 차용한 귀족이라고 불리는 초자연적 존재들을 소재로 하며, 주인공이자 노블레스인 카디스 에트라마 디 라이제르(라이)와 그의 집사 프랑켄슈타인의 이야기, 귀족과 인간 조직인 유니온과의 갈등과 싸움, 그리고 학교 친구들간의 스토리를 다루고 있다.
또한 13명의 유니온 장로들과의 싸움을 주제로 하며, 라이의 과거도 이따금씩 보여지기도 한다.

액션신, 캐릭터 디자인, 작화로 보통 칭찬받지만 상대적으로 전형적인 플롯, 질질 끄는 전개, 호불호가 많이 갈리는 캐릭터성을 보유한 것으로 간주된다.

## 설정

### 노블레스(Noblesse)
귀족을 뜻하는 용어로 변질되었고, 본래는 카디스 에트라마 디 라이제르(라이) 단 하나를 칭하는 고유명사이다.
귀족의 수장이 로드라면, 그들을 보호하고 처벌을 할 수 있는 존재가 바로 노블레스.
능력을 사용할 때마다 자신의 생명력을 쓰는 것이 특징이다. 현재 불안정한 상태이다,

#### 능력
- 정신지배
- 귀족들의 주요 무기이자 기술, 상대방의 정신을 지배하면서 정신을 지배한 상대방을 마음대로 지배하고 조종하며 다룬다. 정신 지배를 강화시키면 지배한 대상의 신체 능력까지 마음대로 다룰 수 있게 된다.
- 정신공유
  - 정신 지배와 비슷한 원리지만,한쪽에서 강제적으로 상대방을 지배하는 정신 지배와 달리 다른 존재와 임의로 정신을 연결하는 능력. 머릿속으로 서로 텔레파시를 이용해 대화를 하거나 다른 이의 존재를 감지할 수도 있다.
- 블러드 필드
  - 피를 지배하는 자만이 쓸 수 있다는 절대 공간, 공간을 압박하거나 소용돌이치면서 상대를 공격하기도 한다. 로드와 노블레스만이 사용할 수 있는 기술이다.

#### 가문
노블레스들을 대표하는 7개의 가문이다 각각의 가문을 이끄는 이를 '가주'라고 부른다. 가주들은 선대로부터의 영혼이 담겨져 있는 가문의 상징인 무기 소울 웨폰을 가지고 있다.
- 로드

현가주들의 로드, 에르가 케네시스 디 라스크레아. 반쪽짜리 소울웨폰인 라그나로크를 가지고 있다가 카디스 에트라마 디 라이제르가 나머지의 라그나로크를 주었지만 취하지 않고 카디스 에트라마 디 라이제르의 생명력회복에 사용한다.
- 노블레스

귀족의 가주마저 처단해 버릴 수 있는 권한을 가진 귀족 최강의 존재. 현재는 카디스 에트라마 디 라이제르 한 명만을 지칭하는 이름이다.
- 란데그르 가

누구보다도 로드에 충성심이 높은 가문이나, 일단 자신이 한번 결정한 것은 죽는 일이 있어도 바꾸지 않는 것이 특징이다. (때문에 고집하면 란데그르 가문이라는 별칭이 붙기도 했다.) 가주는 레지스.
- 로이아드 가

가문의 소울웨폰으로 인하여, 과거 인간들 사이에선 질병을 퍼뜨리고 죽음을 동원하는 사신으로 일컬어졌다. 지금은 세이라.J.로이아드 만이 남아있으며 나머지는 죽었다.
- 케르티아 가

여러 가문들 중에서도 그 기술과 행동이 가장 은밀하고 빠르며 흔히 불리는 암살자(어쌔신)의 시초로 일컬어진다.
- 메르가스 가

'로드의 방패이자 수호자'라 불리는 가문으로 그만큼 상대의 위협으로부터 절대적인 방어력으로 로드나 루케도니아를 수호한다.
- 블러스터 가

가문의 이름에서 알 수 있듯이 먼 거리에서 적을 저격하는 데 특화된 가문. 흔히 저격수로 통하는 스나이퍼의 시초로 일컬어지며 란데그르 가문과 같이 로드에 대한 충성심은 강하나, 정에 약한 편이다. (현 가주인 카리어스 역시 그렇다.)
- 루 가

세상 일에는 관계없이 오로지 힘을 수련하는 데만 열중하는 가문. 때문에 로드나 노블레스를 제외한 다른 귀족들에 비해 가장 강력한 힘을 가지고 있다. 가주는 케이.
- 엘레노르 가

로자리아의 가문
- 크라베이 가

로드를 배신한 가문 중 하나.
- 시리아나 가

로드를 배신한 가문 중 하나.
- 아그바인 가

로드를 배신한 가문 중 하나.
- 트라디오 가

로드를 배신한 가문 중 하나.
- 드로시아 가

로드를 배신한 가문 중 하나.
- 그라데우스의 가문

로드를 배신한 가문 중 하나. 광전사라 불리며 피를 흘리면 흘릴수록 강해진다.

#### 소울 웨폰
로드 및 각 귀족 가문에 계승되는 무기로 가주의 상징. 역대 가주들의 영혼이 담겨있다. 원래 소울 웨폰은 가주만이 가질 수 있는 것이지만, 케르티아 가의 전대 가주는 라엘 케르티아에게도 자신의 영혼과 힘을 담은 소울 웨폰을 내려주었다.
- 로드 : 라그나로크(롱소드)
- 카디스 에트라마 디 라이제르 : 다른 가주들이나 귀족들과 달리 소울 웨폰이 따로 형체화되어있지는 않고 카디스 에트라마 디 라이제르는 자신의 피와 영혼을 매개체로 하여 소울 웨폰으로서 사용한다. 그 때문인지 그 강대한 힘이 카디스 에트라마 디 라이제르의 생명력을 소모시키는 것인지 자신의 생명력을 매개체로 힘을 발현하는 것인지는 알 수 없으나 그가 힘을 사용하면 할수록 자신의 수명 또한 줄어드는 것을 보아 후자라는 의견이 강하다. 그로 인해 820년 전 무자카와의 싸움에서 힘을 과도하게 사용하여 오랜 기간 수면기에 들기도 했다.
- 란데그르 가 : 레가서스(랜스)
- 로이아드 가 : 데스 사이드(사신의 낫의 시초)
- 케르티아 가 : 카르타스 케르티아(쌍단검) - ※라엘 케르티아=그란디아
- 메르가스 가 : 이자로크(도검과 방패)
- 블러스터 가 : 아모르(활)
- 루 가: 건틀릿 한 쌍. 명칭은 불명.
- 엘레노르 가 : 블러드 위치(스태프)
- 트라디오 가: 돌로르(스태프)
- 아그바인 가: 드라구스(언월도)
- 크라베이 가: 채찍형태의 무기,명칭은 불명.
- 시리아나 가: 갈고리 형태의 무기가 부착되어 있는 쇠사슬 형태의 무기로 명칭은 불명.
- 드로시아 가: 레이피어 형태의 무기
- 그라데우스의 가문: 메사드(도끼, 각성한 모습)

#### 루케도니아
노블레스와 7대 귀족이 사는 세계. 각 가문들의 가주 휘하의 기사단과 메르가스 가 직속의 '중앙 기사단'이라는 조직이 경비 및 루케도니아의 수호, 경비 등의 임무를 맡는다.
전에는 13대 가문이 있었으나 크라베이 가를 비롯한 6가문이 일제히 루케도니아를 배신하여 현재는 7가문만이 남아있다.

### 유니온(Union)
인간들이 만든 여러 개의 조직 중 가장 뛰어난 영향력과 엄청난 권력, 그리고 거대함을 자랑하는 조직이다. 높은 수준의 유전공학과 생체공학, 그리고 개조인간 연구로 노블레스에 필적하려 한다.
- 어쌔신 팀 : 닥터 크롬벨 직속의 조직 내에서도 강한 실력을 지닌 고위 에이전트들이 소속된 팀, 암살단으로서 외부 혹은 내부의 타겟을 겉으로 드러내지 않고 은밀하게 제거한다. 닥터 크롬벨의 휘하에 있기 때문에 주로 인간의 기본적 생체능력에 의거한 유전자 조작을 통한 신체 개조 능력을 중요시한다. 작중에서는 닥터 크롬벨의 작품인 마리와 제이크, 마크, 유리가 등장했다.
- DA-5 : 유니온에 대항하는 세력을 제거하는 특수 진압부대로 조직의 압도적인 힘을 표면적으로 보여줌으로서 반대 세력을 철저히 파괴하고, 드러나지 않은 적들에게 경고를 하는 대량 살상 특화 부대. 닥터 크롬벨과 경쟁하는 몇 안되는 실력자들 중 한 명인 닥터 아리스가 이끄는 팀으로, 유전자 조작에 의한 신체 개조를 추구하는 어쌔신 팀과는 달리 이 팀은 강화된 신체 능력만을 사용하는 것보다는 개개인의 스타일이나 형식에 맞는 강력한 화력이나 무기가 뒷받침되는 것을 더 중요시한다. DA-5의 멤버들은 공통적으로 D라는 약물을 복용하며, 자신의 생명력을 대가로 순간적으로 육체를 강화시킨다. 후반기에 알려진 바로는 그들이 가진 힘으로 상대할 수 없는 적과 대치할 시 리더인 크랜스에게 나머지 멤버들을 흡수하여 더욱 강한 힘을 제공하고, 그 크랜스 또한 닥터 아리스에게 흡수할 수 있도록 조직된 그룹이나, 현재는 DA-5 멤버 중 타오와 타키오만 살아남았다. D는 DA-5의 생명력이 줄어들게 만든다는 것이 밝혀졌다.
- M 시리즈: 유니온의 초기 실험체 시리즈. 제조순서에 따라 M에 숫자가 붙은 코드네임으로 불린다. 처음에는 총 100체의 실험체가 있었지만 계속된 실험 끝에 M-21, M-24만 살아남았다. 초기 실험체이기 때문에 기본 능력치는 다른 개조 인간들에 비하면 약하다. M-21과 M-24가 각기 다른 종족을 베이스로 두고 실험한 실험체였으니, 닥터 크롬벨이 초기에 100체라는 수많은 실험체를 통해 다량의 데이터를 습득하고자 했던 것으로 추측된다.
- 가드 : 인간에게 기계장치를 이식한 생체로봇. 몸에 이식된 장비를 이용해 싸운다. 전투능력은 뛰어나지만 수명이 짧고 자아가 없다. 능력이 뛰어난 큰 이유는 인간에게 필요한 요소들을 모두 제거해서 고통과 같은 전투에 방해되는 요소가 작용하지 않기 때문이다. 작중에는 닥터 아리스가 프랑켄슈타인과 싸울때 사용했다.
- 켈베로스 : 12장로의 친위대. 12장로가 보유한 가장 강력한 무력 단체이며 DA-5의 모델이다. 라이와 프랑켄슈타인, 그리고 세이라, 레지스, 타키오, 타오가 죽였다.
- 다크스피어 : 프랑켄슈타인의 연구자료를 가져와 유니온에서 만들어졌으며, 인간계 각 지에서 질병과 재앙을 불러 일으켜 이로 인해 죽은 자들의 한이 서려 있다는 불길한 무기. 현재 프랑켄슈타인이 다시 가져와 사용중. 프랑켄슈타인이 9장로에게 넘겼주었으나 9장로가 다크스피어에게 먹혔다. 5장로에게도 넘겨주어서 5장로가 먹힐 뻔 했으나 다시 프랑켄슈타인에게 건네서 먹히진 않았다. 프랑켄슈타인은 다크스피어를 자신의 미친 애인이라 소개한다.

유니온의 장로들
1장로 : 1장로에 대해서는 언급된 바가 없어 모든 것이 불명이나, 유니온 최강의 존재로 알려져 있다.
2장로 : 현 웨어울프 로드인 마두크. 무자카가 라이제르와의 싸움에서 사라진 820년 전부터 현재까지 웨어 울프 로드의 자리를 지키고 있는 것으로 보아 강대한 힘을 가지고 있다고 추측하고 있다.
3장로 : 1장로를 보스로 여기고 보이지 않는 공격을 하는 것이 특징
4장로 : 이름은 록티스 크라베이. 500년 전 자신의 딸을 잃지 않기 위해서 루케도니아를 배신하고 유니온의 4장로가 되었다. 소울 웨폰은 채찍 같은 형태이다. 그리고 150년 전 10,11,12장로를 개조하고 계약을 맺고 자신의 딸을 지키기 위해 자신의 몸을 개조하였다. 308화에서 자신의 소울 웨폰을 드러내고 딸을 대피하게 한다. 309화부터 310화까지 라이제르와 싸웠으나 결국은 죽었다. 다른 장로들 몰래 무자카를 숨겨놓았다.
- 이그네스 크라베이 : 록티스의 딸이며 가주가 아닌 귀족들 중에서도 최상위의 전투력을 지닌 라엘을 능가하는 강력한 힘을 가지고 있는 존재. 500년 전 록티스가 배신한 것은 이그네스가 귀족으로서 해서는 안되는 행위를 하여 그로 인해 죽는 걸 원하지 않아 도주하였다고 한다. 9장로 다음으로 개조 기술이 높은 기술을 보유하여 유니온 최고의 과학자인 9장로의 연구에 가장 많은 도움을 준 인물이다. 물론 그것은 소울 웨폰이 없어서였다. 308화에서 눈을 잃었다. 라이를 죽이기 위해 무자카를 깨우고 행방불명이 되었다.  다른장로들이 추천으로 13장로직 후보였으나 록티스 반대로 무산이 되었다고 한다. 그 이유가 통제 할 수 없을 정도의 잔악하고 광폭한 성격때문. (298화에서 참고) 자신보다 수백년 어린 귀족들이 가주들에 오르면서 한 순간에 그들에게 뒤처지게 되자, 현 가주들에게 열등감이 생긴다. 본인이 현 가주들보다 강하다고 여기지만 소울 웨폰과 가주로서의 각성이 마음에 늘 걸려 자신의 부족함을 극복하기 위해 힘을 강화하는 연구에 매달리게 되었다. 록티스의 죽음 이후 소울 웨폰을 얻게 되어 매우 기뻐한다.

5장로 : 이름은 루나크이고, 웨어울프 일족 중 한 명이다. 276화~280화 대전에서 유니온 5,6,7,8장로 중에서 혼자 돌아갔다.
6장로 : 이름은 우로카이 아그바인. 라이제르를 존경하고 받들어 모셨지만 프랑켄슈타인이 라이제르의 밑에 있고 나중에 계약을 하여 수하가 되자 배신을 하였다. 그 뒤 유니온 6장로가 되었다. 500년 동안 프랑켄슈타인을 죽이기 위해 찾아 다녔으나, 되돌아온 라이제르에게 강제 영면을 당해 아그바인 가는 사라졌다.
7장로 : 이름은 자르가 시리아나. 루케도니아의 뜻과 자신의 뜻이 달라져서 배신하였다. 그로부터 500년 후 세이라의 아버지인 전 로이아드 가의 가주와 게슈텔의 아들 루사르를 죽이고 라이제르에 의해서 강제 영면을 당해 시리아나 가는 사라졌다.
8장로 : 무식하고 힘만 센 대가주용 병기를 기본으로 만든 로봇. 상극 중의 상극의 특성을 지닌 라자크와의 싸움에서 열세에 치달았다가 프랑켄슈타인에게 죽었다.(만든 건 9장로와 이그네스)
9장로 : 유니온 최고의 기술자. 록티스의 심복. 이그네스와 함께 록티스를 개조하고 8장로를 만들고 몰래 대가주용 병기를 만들었다. 프랑켄슈타인이 가져가라며 넘겨준 다크 스피어에 의해 잡아 먹혔다.
10장로 : 이름은 로스테르. 세이라가 귀족 중 가장 약한 가주라며 업신여겼다가 도리어 역관광 당하고 도망치려다 라이제르에게 붙잡혀 오도가도 못하는 신세가 된다. 하여, 라이제르를 길동무로 하여 자폭하였으나 라이제르가 그 폭발력을 힘으로 눌러버리고 10장로만 죽었다.
11장로 : 이름은 무아르. 프랑켄슈타인에게 밀려 다크 스피어에 먹히려 하여 유니온에 대한 정보를 대가로 살려달라고 구걸했으나, 그것을 저지하려는 10장로의 공격을 받고 동시에 다크스피어의 공격을 받고 죽었다.
12장로 : 이름 미상. 록티스의 계약자. 프랑켄슈타인과의 싸움에서 밀려 라이제르를 죽이겠다며 협박하다가 오히려 역관광 당하고 블러드 필드에 의해 소멸되었다.
13장로 : 닥터 크롬벨. 9장로, 이그네스에 다음으로 높은 생명 공학 과학자. 유니온 최고의 과학자인 9장로를 능가하기 위해 여러 가지 실험과 신체 개조에 목 말라 있다. 유니온에 남겨져 있는 프랑켄슈타인의 연구 자료를 보며 경이로움을 감추지 못하였으며, 프랑켄슈타인이 RK의 실험에 사용하던 자료의 일부를 빼앗아 보는 데도 대단한 극찬을 아끼지 않았다. 한편으로는 유니온에서도 모를 만큼 강한 힘을 보유하고 있으며 그 힘은 비록 봉인을 해제하지 않았으나 프랑켄슈타인에게까지 상처를 입힌 것으로 보아 가공할 만한 힘을 가지고 있는 것으로 추측하고 있다. 노블레스 독자들에게는 닭털크림빵으로 불리고 있다.

### 개조 인간
인체를 개조한 인간. 개조방식은 인간의 신체 능력 자체를 강화시키거나 동물의 특성을 이식시키는 것, 그리고 특수한 장비를 이식하는 것, 이종족을 융합시키는 것 등으로 나뉜다. 세계 어느 조직, 기관에서든 개조인간을 만들 땐 유니온에 허가를 받고 정식으로 등록되어야 한다.

### 웨어울프(Werewolf)
흔히 늑대인간으로 많이 알려져있다. 노블레스와 마찬가지로 초자연적인 존재. 자신의 존재를 감출 수 있는 정신 지배능력이 없기에 모습을 드러내지 않는다. (M-21은 웨어울프의 심장을 이식한 실험체이다.) 유니온의 로드인 2장로를 포함 5장로등 일부가 유니온의 장로이다. 그외메도 전 장로 무자카, 또 늑대인간의 심장을 이식 받은 M-21 이 있다. 이 장면은 많은 독자들의 심금을 울렸고, 특히 한 독자는 여기서 크게 감동하여 본인의 SNS 아이디를 “웨어울프의 심장”으로 통일한 뒤 기쁨을 주체하지 못하고 하울링 하였다.

### 사립 예란고등학교
라이제르와 그의 친구들이 다니는 학교. 이사장은 프랑켄슈타인. 교훈은 윌리엄 헨리의 명언인 "나는 내 운명의 주인이요 내 영혼의 선장이다." 학교에서 가장 중시하는 사항은 자유 의지. 한국에서 시설등이 좋은 명문 사립고로 설정되어 있으며 이사장인 프랑켄슈타인은 여러 권력자들과 연줄이 있다. 라이제르의 친구인 한신우, 우익한, 임수이, 서윤아 등과 귀족인 레지스, 세이라가 다니고 있으며, M-21 과 타오와 타키오가 근무하는 특수 경비 부서가 있다. 최근에는 루케도니아에서 파견된 카리어스 또한 특수 경비 부서의 일을 돕고 있다.

### KSA (Korea Security Agency)
한국의 특별임무를 수행하는 기관. 국가 안보를 이유로 모든 일에 관여할 수 있다. 유니온과는 별개로 비밀리에 신체 개조 실험을 하고 있다. 표면적으로 유니온에게 허가를 받은 개조인간들도 있지만 유니온의 개조인간에 비하면 수준이 떨어진다.

## 등장인물[2]

### 귀족
- 카디스 에트라마 디 라이제르 Cadis Etrama Di Raizel(성우: 신용우)

본 작품의 주인공.
가장 강력한 귀족으로서, 고귀한 피와 영혼, 그리고 힘으로 상대를 제압하고 현 로드를 능가하는 유일한 힘을 가졌다고 전해지는 노블레스이다. 말이 거의 없고 딱 한번 보아도 반할 정도의 수려한 외모와 단 한번의 말로 상대를 이해시키는 설득력이 특징이다. 배신한 가주들에 의해 820년이라는 오랜 수면기를 거쳐 세상에 등장하였다. 그의 인간계 친구들이 그의 이름이 길다 하여 그의 친구들 한정으로 라이라는 통칭으로 불리고 있다.
귀족의 로드와 함께 귀족들을 수호하고 관할하는 존재. 가주들을 처단할 수 있는 힘을 가진 유일한 존재로, 그에 따라 로드에 필적하는, 혹은 뛰어넘는 우월한 힘을 가지고 있다. 하지만 페널티가 큰 편.
부수적인 능력으로는 기운만으로도 상대를 제압 가능하며, 상대의 정신에 연결해 상대의 말을 알아듣지 못해도 쉽게 이해하게 해 주며, 언어 습득이 쉽도록 하는 능력이 있으나 유일하게 담임 교사인 패도르의 수학수업때의 말을 이해하지 못하여 능력에 이상이 생긴 것으로 착각하고 있다. 라면과 차를 아주 좋아하며, 라면이 불는 것을 양이 많아지는 것이라 여겨서 라면을 먹을 때 기다린다.
- 현 로드 에르가 케네시스 디 라스크레아 (Erga Kennesyss Di Rascreah)

현재 귀족을 지배하고 이끄는 자. 아버지인 선대 로드의 유언에 대한 오해로 로드의 소울 웨폰인 라그나로크를 이용해 게슈텔.K.란데그르와 세이라.J.로이아드, 카디스 에트라마 디 라이제르를 영면 시키려 했으나, 아버지의 의식이 담긴 메시지를 보고 그 오해를 푼 후 게슈텔을 비롯한 다른 가주들과의 화합을 원하기로 정한다.
냉정하고 차가운 성격. 아버지인 전 로드가 영면에 들면서 가주들을 이끌고 귀족들을 지켜야 한다는 부담감이 컸는지, 존재한 시간에 비해 힘이 월등하게 강하다.
- 전대 로드 : 이름 그대로 현 로드인 라스크레아 이전의 로드이며 그녀의 아버지. 딸인 라스크레아가 로드로서의 짐을 벗어나게 해주기 위해 카디스 에트라마 디 라이제르로 하여금 로드가 되어 귀족들을 이끌어주길 바랬으나, 카디스 에트라마 디 라이제르가 끝까지 거절하자 어쩔 수 없이 딸인 라스크레아에게 로드 자리를 넘겨주고 영면에 들었다(이 사건은 후에 전대 로드가 라그나로크를 둘로 나눈 것이 라이제르의 생명력을 회복시키기 위해 만든 것으로 밝혀졌다). 카디스 에트라마 디 라이제르의 생일의 축하 선물로 힘을 끌어올리는 것만으로도 생명력에 무리가 가는 카디스 에트라마 디 라이제르의 힘이 새어나가는 것을 억제하기 위하여 결계의 힘이 담긴 십자 귀걸이를 선물 해주었다. 툭하면 농담을 늘어 놓아 귀족들에게 뒷담화를 자주 당하지만 자신은 쿨한 로드라며 크게 개의치 않는다. 인간이면서 귀족들에 필적한 힘을 가진 프랑켄슈타인에게 특별히 흥미를 가졌으며 그를 인정한 유일무이한 존재. 성격은 매우 엉뚱하다.

인간의 존재를 하등하게 생각하지 않고, 오히려 귀족이 인간으로부터 배워야 할 점이 있음을 느끼는 등 다른 귀족들과 같이 관념이나 생각이 다르다. 그는 귀족들의 세대교체가 필요하다고 느꼈고, 가주들에게 함께 영면에 들자고 권유했다. 대부분의 가주들은 그에 동참했지만, 몇몇 가주들은 그에 반하는 생각을 가지고 있어 그들의 로드와 귀족을 배신하고 유니온에 들어갔다.

#### 란데그르 가(家)
게슈텔 K 란데그르
(성우: 김태훈)
란데그르 가의 가주이자 가문의 소울웨폰인 랜스 형태의 "레가서스"를 지니고 있다. 레지스의 친 할아버지.
```
 현재 레지스에게 소울웨폰을 넘겼다.
```

루사르 K 란데그르
인간들을 구조 요청에 응하러 가다 로이아드 가의 가주와 함께 자르가에게 살해당했다.
게슈텔 란데그르의 아들이자 레지스 K 란데그르의 아버지. 그러나 작중에 직접 등장한 적은 없었다.
레지스 K 란데그르
(성우: 정주원)
카디스 에트라마 디 라이제르에게 존경심을 품고 있으며, 세이라와 함께 성인식 전 인간 세상을 돌아다니고 있다.(나이:199살)
```
 최근 동료를 지키기 위한 강한의지로 게슈텔에게서 소울웨폰을 넘겨받았다
```

#### 로이아드 가(家)
세이라 J 로이아드
(성우: 이새아)
레지스와 함께 인간 세상을 배우기 위해 돌아 다니던 중, 근처에 일어나는 사건들을 조사하기 위해 사립 예란 고등학교에 다니게 된다. 로이아드 가의 가주이며 유일하게 남은 로이아드의 혈통이다. 가문의 상징인 소울 웨폰 '데스 사이드'를 가지고 있다.(나이:217살)

#### 케르티아 가(家)
라자크 케르티아
(성우: 황창영)
케르티아 가의 가주. 라엘과는 다르게 이성적으로 판단하며, 정정당당함을 추구한다. 쌍단검 형태의 소울 웨폰 '카르타스'를 소유하고 있다. 루케도니아로 향하는 배신자들과 웨어울프들을 막기위해 싸우다 영면 당했다.
라엘 케르티아
(성우: 심규혁)
라자크의 동생. 오만하고 비열한 성격이다. 아직은 가주로서 제대로 자리잡지 못한 세이라와 혼인을 맺어 로이아드가의 가주가 되고자 한다. 케르티아 가의 가주는 아니나, 소울 웨폰 '그란디아'를 소유하고 있다. 라자크의 영면 이후 완전한 소울 웨폰을 가지게 되었으며 가주로서의 면모도 보이는 듯 하다.(나이:500살 이상)
레이가 케르티아
(성우: 정의한)
케르티아 가의 전대 가주이며 라자크와 라엘의 아버지이다. 라자크와 라엘 두 형제가 그들의 시련을 극복하기를 바라는 마음으로 전대 로드와 고심하여 소울 웨폰 카르타스를 둘로 나누어 라자크와 라엘에게 나누어 주었다. 500년 전 전 로드와 영면에 들었다.전 로드에대한 충성심이 매우 강하다.

#### 블러스터 가(家)
크라시스 블러스터블러스터 가의 전대 가주이며 카리어스의 아버지. 로드에 대하여 지나칠 정도로 충성심이 강하여 심지어는 스스로 쿨한 로드라 칭하는 전대 로드조차도 꺼림직해 하였다. 500년 전 전 로드와 영면에 들었다.
카리어스 블러스터현 블러스터 가의 가주이다. 레지스를 동생처럼 여겨 친분이 있으며, 인정이 많지만 눈치가 없다. 종종 라스크레아를 누님이라고 불러 가주들에게 욕을 먹는다. 활 형태의 소울 웨폰 '아모르'를 사용한다. 자유분방한 성격이 포인트지만 눈치가 좀 아니 많이 없다.

#### 메르가스 가(家)
루디스 메르가스메르가스 가의 가주이다. 소울 웨폰으로 이자로크를 사용한다. 루케도니아의 중앙 기사단을 총괄하는 역할을 한다. 기사단에게 존대를 하는 것으로 보아 모두를 존중하는 성격인 것 같으며, 로드를 수호하는 방패라는 별칭답게 엄청난 방어력으로 루케도니아를 수호하는 역할을 한다. 방어막을 만드는 능력을 이용해 가두는 스킬을 만들어 그라데우스를 구속한다.

#### 루 가(家)
- 케이 루

(성우: 안효민)
루 가의 가주이다. 게슈텔을 제외한 현재의 가주들 중 가장 강력하며, 가문 대대로 자신의 힘을 수련하며 살아온다. 건틀릿 형태의 소울 웨폰을 사용한다.

#### 엘레노르 가(家)
- 로자리아 엘레노르

엘레노르 가의 가주이다. 세이라와 친분이 있으며, 세이라가 성장해가는 모습을 보며 대견스러워 하는 한편 조금은 질투심도 가지고 있는 듯하다. 지팡이 형태의 소울 웨폰인 '블러드 위치'를 사용한다.

#### 인간&일반인
- 프랑켄슈타인 Frankenstein(성우: 김기흥)

인간이지만 인간을 뛰어넘어 귀족의 가주와도 필적한 힘을 가진 자. 예란 고등학교의 이사장을 맡고 있으며, 노블레스인 카디스 에트라마 디 라이제르와 계약하였다. 수많은 인간들을 제물로 이용하여 실험을 한 결과 현 귀족들의 가주에 필적하는 힘을 지녔으나 그로 인해 인간들 뿐만이 아니라 귀족들에게도 배척받는 존재로 여겨진다. (이 일은 9장로와의 싸움에서 프랑켄슈타인이 원래 유니온 소속이었으나 유니온을 버리고 도주하는 과정에서 생긴 오해로 밝혀졌으며 그 동안의 실험은 자신의 신체에 직접적으로 행해 온 것으로 밝혀졌다.) 무기는 가주들의 소울 웨폰을 모방하여 무기에 많은 양의 인간의 영혼을 집어 넣어 만든 다크 스피어를 가지고 있다. (이 사건 역시 다크 스피어에 대해서 프랑켄슈타인은 연구 자료만 작성했고 직접적으로 만드는 데 개입한 것은 유니온이었으며 다크 스피어를 만들기 위해 질병을 퍼뜨리고 재앙을 불러오는 등의 악용을 하는 유니온을 보다못해 프랑켄슈타인이 유니온을 탈출할 때 탈취한 것으로 밝혀졌다.)
굉장한 재력가. 초호화 주택에 지하를 개조하는 것은 물론 전용기나 헬기는 얼마든지 있으며 바다에 버려도 그다지 아깝지 않은 듯. 학교가 망가지자 타오, 타키오, M-21을 시켜 고치게 할 정도로 학교를 굉장히 아낀다.
- 친구들(성우: 남도형-한신우, 김서영-우익한)

한신우. 서윤아. 우익한. 임수이를 주축으로 하는 라이제르의 학교 친구들. 라이제르와 상당히 친하게 지내지만, 그 때문에 그와 관련된 사건에 휘말리곤 한다. DA-5 사건에서 라이제르, 레지스, 세이라에 대해 조금 알게 되었으나, 라이제르의 정신 지배로 인해 기억이 지워져 다시 평범한 학생으로 돌아갔다. 평범해 보이지만 무언가가 숨기는 것도 있는 듯하다.
- 패도르

라이제르, 신우, 윤아, 익한, 수이 등 의 담임 선생님이자 수학 선생님이다. 덩치가 매우 크고 무서운 외모를 지녀 인간계를 잠시 둘러보러 온 라스크레아와 게슈텔에게 공격적인 외모를 가진 수문장이라는 평을 듣는다.
- 안대칠

M-21이 학교에 취직하기 전부터 있었던 특수 경비 부서의 팀장이다. 나이가 지긋하며 온화한 성격을 가지고 있다. 전쟁터도 다녀온 용병출신.

#### 반역자들
500년 전 반역을 일으킨 가주들. 원래 라이제르를 따랐지만 820년 전 라이제르가 무자카와의 싸움에서 행방불명되자 영면에 들었다는 헛소문을 듣고 500년 전 로드를 배신했다.
- 록티스 크라베이

크라베이 가의 가주. 12장로와 계약을 맺어 힘을 주었다. 500년 전 딸 때문에 유니온의 4장로가 되었다. 라이제르에게 강제 영면에 처해진다. 수장룡이 모티브가 된 채찍 형태의 소울 웨폰을 사용한다. 현재는 딸 이그네스 크라베이 에게 그의 사망으로 인해 양도된 상태로 추정됨.
- 이그네스 크라베이

록티스의 혈육이자 9장로와 서로 도움을 주고받으며 귀족이 저지르지 말아야 할 짓을 저질러 록티스가 배신하게 되는 계기가 된다.
- 자르가 시리아나

시리아나 가의 가주. 로이아드 가의 전대 가주와 게슈텔의 아들 루사르를 죽인 장본인이다. 500년 전 모두를 배신하고 유니온의 7장로가 되었다. 라이제르에게 강제 영면에 처해진다. 쇠사슬이 연결된 버클 형태의 소울 웨폰을 사용한다.
- 우로카이 아그바인

아그바인 가의 가주. 프랑켄슈타인과 싸우다 한쪽 눈을 잃었다.500년 전 모두를 배신하고 유니온의 6장로가 되었다. 라이제르에게 강제 영면에 처해진다. 언월도 형태의 소울 웨폰을 사용한다. 이름은 드라구스.
- 라구스 트라디오

트라디오 가의 가주로 루케도니아를 배신하였다. 소울 웨폰은 돌로르. 스태프 형태의 소울 웨폰으로 로자리아의 소울 웨폰과 비슷한 스타일. 루케도니아의 결계를 해제할 수도 있다. 클라우디아 트라디오라는 딸 하나가 있다.
- 그라데우스

가문의 이름은 불명. 소울 웨폰의 이름은 메사드. 도끼 모양의 소울 웨폰을 사용하며 그 파괴력은 바위를 두 동강 낼 정도다(게다가 두 개를 연속으로). 500년 전 자신의 힘을 구애받지 않고 사용하기 위해서 배신하였다. 라자크 케르티아를 죽인 장본인. 루케도니아의 중앙기사단 수십명을 학살하기도 했다. 광전사라 불리며 피를 흘리면 흘릴수록 강해진다.
- 이디안 드로시아

소울 웨폰의 이름은 불명. 배신한 가주이나 라자크가 쿠하루, 마운트, 그라데우스에게 3 : 1로 당하는 모습을 보고는 그라데우스를 말리기도 하며 루케도니아에 도착하자마자 라이제르의 방을 찾아왔다. 배신 이유는 그럴 마음은 없었고 원래 카디스 에트라마 디 라이제르를 사랑했으나 배신의 세력에 휘말려 배신하게 된 것 같다.

#### 진정한 노블레스
한 존재(카디스 에트라마 디 라이제르)에게 부여된 이름으로, 귀족들을 수호하는 역할을 맡고 있다. 현 로드와 맞먹는(뛰어넘는) 막강한 힘을 가지고 있으며, 힘을 사용할 때마다 수명이 줄어드는 것이 숙명이다.

### 유니온
- 닥터 크롬벨(13장로)

조직 최고의 생체공학 박사 중 한명이자 13장로. 조직 내에서 매우 큰 권력을 행사한다. 9장로가 죽은 이후, 유니온에서 개조인간의 연구에 중요한 역할을 하는 9장로의 권한을 부여 받는다. 조직 내에는 잘 알려져 있지 않지만 스스로도 엄청난 힘을 가지고 있다. 프랑켄슈타인을 노블레스로 착각하고있다.
- 닥터 아리스

조직의 고위급 간부이자 연구원으로, 크롬벨과 라이벌. 연구만큼은 천재이지만 조직 내에서 정치적인 수완이나 일처리 능력이 뛰어나지 않아 유리라는 대리인을 두고 있다. 현재는 프랑켄슈타인이 만든 '딸기 200%' D를 먹고 미쳐서 정신병원에 입원 중
- 유리

처음엔 아리스의 대리인으로 등장했지만 실체는 크롬벨의 스파이이자 어쌔신의 일원이다. 철저하고 똑똑해서 아리스 대신 많은 일들을 했다. 아리스가 미쳐버리게 된 후, 주로 크롬벨의 명령을 받아 사건들을 조사하는 역할을 맡는다.

#### 유니온 장로
베일에 싸인 인물들로 막강한 권력을 가지고 있으며, 유니온에 큰 업적을 남긴 인물들이다. 새로 장로가 된 크롬벨과 12장로를 포함해 13명의 장로가 있다. 현재 6장로와 7장로의 죽음으로 전시 체제에 돌입하였음. 2015.08.04 자로 장로 13명 중 현재 생존자는 1장로, 2장로 마두크, 3장로, 5장로 루나크, 9장로 닥터 크롬벨 총 5명이다.
- 1장로

유니온의 1장로의 정체는 아직 밝혀지지 않았다. (382화까지의 기준)
- 2장로 (마두크)

유니온의 2장로 웨어울프이다. 현재 웨어울프의 로드이다. (전대 로드는 무자카)하위 웨어울프에게 무자카를 죽이라는 명령을 내렸디.
- 3장로

형체가 없는 공격을 한다. 특별한 설명은 아직 없다.
- 4장로 (록티스 크라베이)

유니온의 4장로. 크라베이 가의 가주이다. 12장로와 계약해 힘을 주었다. 라이제르에게 강제영면을 당한다.
- 5장로 (루나크)

유니온의 5장로 웨어울프이다. 2장로이자 웨어울프의 로드인 마두크의 명령을 받는다. 프랑켄슈타인에게 사적으로 관심이 많다는 설이 강하다.
- 6장로 (우로카이 아그바인)

유니온의 6장로이다. 아그바인 가의 가주이다. 라이제르에 의하여 강제영면 당했다.
- 7장로 (자르가 시리아나)

유니온의 7장로. 시리아나 가의 가주이다. 로이아드 가의 전대 가주와 게슈텔의 아들 루사르를 죽인 장본인이다. 라이제르에 의하여 강제영면 당했다.
- 8장로

유니온의 장로들이 협력해 만들어낸 대 가주용 병기. 힘이 세지만 속도가 느려 라자크와의 싸움에서 완전히 열세에 몰린다. 공격 받을수록 강해지며 상대의 공격을 튕겨내는 에너지 실드도 사용한다. 침식 직전 프랑켄슈타인과 5장로의 싸움에 개입했다가 침식 직전 프랑켄슈타인에게 죽는다.
- 9장로

유니온 장로 중 한 사람. 12장로를 개조인간으로 만들었다. 프랑켄슈타인이 넘겨준 "다크 스피어"에게 흡수당해 죽었다.
- 10장로 (로스테르)

유니온의 10장로. 12장로가 힘을 사용한 사건을 조사하기 위해, 11장로와 함께 조사를 왔다. 261화에서 라이제르와 함께 자폭하려했으나 도리어 힘에 눌려버려 혼자 죽었다.
- 11장로 (무아르)

유니온의 11장로. 12장로가 힘을 사용한 사건을 조사하기 위해, 10장로와 함께 조사를 왔다. 260화에서 프랑켄슈타인의 "다크 스피어"에게 흡수당해 죽었다.
- 12장로

유니온 장로 중 한 사람이자 록티스의 계약자, 닥터 크롬벨을 아주 싫어하며 닥터 크롬벨의 행적을 조사하기 위해 DA-5, 켈베로스를 보냈으나 계속된 패전으로 직접 나섰다가 프랑켄슈타인과의 싸움에서 수세에 몰리고 라이제르에게 블러드 필드를 맞고 죽었다.
- 13장로

닥터 크롬벨. 이그네스 다음으로 유니온 소속의 손에 꼽히는 과학자이다.

#### 어쌔신 팀
초반 작중에 등장한 닥터 크롬벨 직속 조직. 작중에선 제이크, 마리가 등장한다. 암살단으로서 외부 혹은 내부의 타겟을 겉으로 드러내지 않고 은밀하게 제거한다. 닥터 크롬벨의 휘하에 있기 때문에 유전자 조작을 통한 신체 개조 능력을 중요시한다.
- 제이크

어쌔신 팀의 신입. M-21과 M-24를 능가하는 힘을 지녔다. 라이제르에게 죽었다.
- 마리

어쌔신 팀의 일원. 무뚝뚝하고 차분한 성격이며 어쌔신 팀에서는 상위에 속한다. 프랑켄슈타인에게 죽었다.
- 보네르

어쌔신 팀의 일원. 262화에서 부상당한 타키오와 타오를 옮기려는 프랑켄슈타인 일행을 기습했다가 프랑켄슈타인에게 죽었다.
- 칼빈

어쌔신 팀의 일원. 독을 사용한다. 아이들을 구하러온 M-21.타오.타키오를 유리와 M-24로 변장한 마크와 함께 몰아붙였으나 도중에 나타난 라엘에 의해 목숨을 잃는다.
- 마크

죽었다고 알려진 M-24의 모습으로 M-21에게 접근해서 정보를 빼낸다.
- 유리

닥터 아리스의 대리인으로 등장했으나 나중에 닥터 크롬벨(13장로)의 스파이로 밝혀졌다.

#### M 시리즈
유니온의 초기 실험체 시리즈. 작중에는 M-21, M-24가 등장한다. 초기 실험체이기 때문에 기본 능력치는 다른 개조인간들에 비하면 약하지만, M-21과 M-24는 시간이 지날수록 원래대로라면 가질 수 없는 능력들을 얻게 되었다.
- M-21

불완전한 초기 실험체중 한명. 과거의 기억이 없다. 약을 복용해야 신체가 유지되었지만, 능력이 조금씩 향상되면서 약을 복용하지 않아도 살수있게 되었다. 신체변형도 가능하며, 수술된 부위는 심장. 심장은 노블레스와 필적하는 존재인 '웨어 울프'의 것이다. M-24와 함께, 과거를 잃어버린체 실험당했던 친구들의 이름을 되찾고자 한다. 형태가 무자카와 비슷해 무자카의 딸의 심장을 가진 것으로 추정중
- M-24

불완전한 초기 실험체 중 한 명. 약을 먹지 않으면 신체가 붕괴되는 부작용이 아직 사라지지 않아 조직에서의 도주가 불가능했다. M-24도 능력이 조금 향상되었는데, 그 능력은 미약한 '정신 지배'로 M-21의 경우처럼 자신의 몸에 귀족의 유전자가 이식된 것이라고 한다. 그리고 제이크와 싸움에서 신체가 붕괴되어 죽었다.

#### DA-5
닥터 아리스의 휘하에 있는 팀. 신체 자체를 강화시키는 크롬벨 식 실험으로 만들어졌다. 유니온에 대항하는 세력을 제거하는 특수 진압부대로, 조직의 압도적인 힘을 표면적으로 보여줌으로서 반대 세력을 철저히 파괴하고, 드러나지 않은 적들에게 경고까지 하는 대량 살상 특화 부대이다. 이 팀은 추가강화된 신체 능력만을 사용하는 것보다는 강력한 화력이 뒷받침되는 것을 더 중요시한다. DA-5의 멤버들은 공통적으로 D 라는 약물을 복용하여 순간적으로 육체를 강화시킨다. D는 DA-5의 생명력을 조금씩 앗아가는 것으로 밝혀졌다. 후에 이길 수 없는 적과 조우했을 때 리더인 크랜스로 하여금 다른 멤버들을 흡수하여 제압할 수 있도록 조직된 팀으로 밝혀지며, 최후반에는 그러한 크랜스를 닥터 아리스 본인이 흡수하게끔 조직된 팀인 것으로 밝혀졌다.(마트료시카도 아니고 뭐냐.. 흡수하고 흡수한 애를 또 흡수하고..)
- 크랜스

DA-5의 리더. 차분하고 합리적인 성격이다. 그러나 매우 호전적.다른 멤버들과는 달리 맨몸으로 싸운다. 카디스 에트라마 디 라이제르와 전투 중에 중에 죽었다.
- 타키오

DA-5의 일원. 유니온에 여동생이 볼모로 있는 줄 알고 있다(테이라). 하지만 알고보면 그 여동생은 닥터 아리스가 타키오를 속여 만들어낸 허구의 인물이었다. 아이들에 대한 정이 많다. 주로 저격총으로 후방지원을 하거나 빠른 스피드와 강력한 둔기로 근접전을 펼친다. (현재는 라이제르가 거두어 프랑켄하우스에서 살고 있다)
- 타오

DA-5의 일원. 정보를 다루는 데 매우 능숙해 해킹이나 임무에 필요한 위치 추적 등을 수월하게 한다. 맘 붙일 곳이 없는 멤버들 중 그나마 타키오에게 정을 많이 붙여 DA-5 시절에도 다른 멤버들 몰래 타키오에게 개인적인 정보를 많이 제공해주었다. (현재는 라이제르가 거두어 프랑켄하우스에서 살고 있다)
- 샤크

DA-5의 일원. 주무기는 나이프로, 근접전투 담당이다. 타키오와 사이가 나쁘고 해머와 친하다. 전투 중 크랜스에 의해 흡수당하여 죽고 그 크랜스를 향해 라이제르가 블러드 필드를 시전하여 묻어줄 시체마저도 안 남게 두 번 죽은 불쌍한(?) 일원이다.
- 해머

DA-5의 일원. 폭발물을 담당하며, 화기와 폭탄 사용에 능숙하다. 샤크와 친하다. 세이라와의 전투 중에 죽었다.

#### 8함대
12장로가 거느린 함대. 루케도니아를 감시하는 임무를 맡았다. 3시즌에서 라이제르와 로드 사이의 힘의 충돌로 인해 루케도니아의 모습이 드러나자 제멋대로 쳐들어갔다가 전멸했다.

#### 켈베로스
12장로의 친위대. 조사 임무를 위해 한국에 파견되었다. 진지하게 싸움에 임할 때는 강화복을 입고 싸운다.
- 테이즈

켈베로스의 단장. 데스 사이드라는 이름의 대낫을 무기로 쓴다. 세이라와 데스 사이드의 진정한 주인이라는 타이틀을 걸고(?) 전투했으나 사망
- 로딘

켈베로스의 부단장. 테이즈가 없을 때에는 리더 역할을 한다. 강화복을 착용한 후에는 삼지창을 사용한다. 냉철하고 이성을 잃지 않는 정확한 판단력으로 테이즈 대신 켈베로스를 지휘해왔으나 12장로를 모욕하는 프랑켄슈타인에게 달려들었다가 오히려 역관광 당해 죽는다.
- 케드

켈베로스의 일원. 강화복을 착용한 후에는 양 손에 달려있는 철구를 사용한다. 레지스와 M-21과의 싸움으로 만신창이가 되었다가 프랑켄슈타인의 공격으로 죽는다.
- 루타이

켈베로스의 일원. 맨몸으로 싸울 때는 레이저를 사용하지만, 강화복을 착용한 후에는 양 손에 달려있는 전기톱을 사용한다. 타키오, 타오와의 싸움에서 만신창이가 되었다가 유리에게 마무리 당한다.
- 유이지

켈베로스의 일원. 유리의 기습으로 죽는다.

#### 1장로
누구인지는 아직 모른다 하지만 여러 가지 설이 있다.
- 프랑켄 1장로설 : 프랑켄이 1장로이다. 엄청난 반전이 일어난다. 그러나 지금까지 프랑켄이 장로들을 죽인것으로 보아 가능성 0%
- 웨어울프 1장로설 : 웨어울프가 강력하고 현 1명이있는 것으로보아 1장로가 웨어울프라는 설. 가능성은 0%

```
 
-> 현재 308회 진행 결과 유니온의 웨어울프가 3명 확인됨 2장로 5장로 켄타스 이중 유니온의 2장로가 웨어울프 로드로 밝혀졌다.
```

(2장로는 현재 웨어울프의 로드, 무자카는 과거 웨어울프의 로드.)
- 인간 1장로 설 : 악마와 계약한 인간이 1장로인 설 ,혹은 프랑켄에게 책을받은 조수인간을 죽였다고하지만 살아있다는설
- 전 로드 1장로 설: 영면에 든 것이 아니라 유니온의 1장로가 된다는 설 가능성 0%
- 전 노블레스 1장로 설 : 카디스 에트라마 디 라이제르가 아닌 다른 노블레스가 1장로로 들어가 라이랑 싸운다는 추정. 가능성 0%
- 한신우 1장로 설 : 한신우가 개조인간이라 1장로라는 설. 약간 이상한 소리지만 약간의 가능성은 없잖아 있다. 세이라랑 싸운다는 추정. 가능성 0%
- 배신한 가주 1장로 설 : 배신한 6가주 중에서 3가주(자르가, 우로카이, 록티스)만 현재 등장하였고, 라구스 트라디오를 포함한 2가주는 아직 현실에서는 등장하지 않았다는 점. 그러나, 2015.08.04 자로 라구스 트라디오를 비롯한 가주 3명이 (그라데우스, 이디안) 등장하면서 가능성은 희박해짐.

### KSA
- 안상인

KSA의 에이전트. 침착하고 신중한 성격이다. 나연수의 남편
- 나연수

KSA의 에이전트. 호전적이고 격한 성격이다. 안상인의 아내
- 닥터

KSA의 개조인간 실험 연구진 중 한 명.
- 임태식

KSA의 국장이며, 안상인, 나연수의 직속 상관.
안상인과 나연수는 한국에서 비밀리에 연구 중인 신체 개조 실험을 받은 개조인간이다. 두 사람이 유니온에 정식으로 등록하지 않은 개조인간이라는 사실은 극비이다.

## 노블레스S
노블레스의 외전 소설. 웹툰에서 묘사되지 못한 캐릭터들의 일상생활을 소설로 쓴 것이다. 네이버의 eBook웹 네이버북스에서 다운받아 볼 수 있다.
네이버 웹소설에서 화,목,토에 연재하였고 현재 완결되었다.

## 작품 리스트

### 소설 단행본
출판사는 드림북스.
- 노블레스 1
- 노블레스 2
- 노블레스 3
- 노블레스 4
- 노블레스 5

1. 항목

### 웹툰 단행본
출판사는 재미주의.
- 노블레스 시즌1-1 새로운 세상에서 눈을 뜨다

Bolld1 새로운세상
Bolld2 추격자
Bolld3 납치
- 노블레스 시즌1-2 인간의 세상

Bolld1 어쌔신팀
Bolld2 개조인간
Bolld3 새로운 계획
- 노블레스 시즌1-3 유니온

Bolld1 움직이다
Bolld2 새로운 실험
Bolld3 크롬벨
- 노블레스 시즌2-1 방문자

Bolld1 새로운 전학생
Bolld2 오해
Bolld3 다가오는 그림자
- 노블레스 시즌2-2 DA-5

Bolld1 감금
Bolld2 레지스
Bolld3 등장
- 노블레스 시즌2-3 닥터 아리스

Bolld1 격돌
Bolld2 아리스
Bolld3 해제
- 노블레스 시즌3-1 귀족

Bolld1 게슈텔 K 란데그르
Bolld2 라엘 케르티아
Bolld3 다크스피어
- 노블레스 시즌3-2 루케도니아

Bolld1 로드
Bolld2 RK
Bolld3 격돌
- 노블레스 시즌3-3 정체

Bolld1 프랑켄 슈타인
Bolld2 진정한 의미
Bolld3 집으로

## 애니메이션

### 노블레스: 파멸의 시작
스튜디오 애니멀에서 제작되어, 40분 분량의 OVA 형태로 2015년 11월 28일에 발매되었다.

#### 성우진
- 라이제르 - 신용우
- 무자카 - 최한
- 프랑켄슈타인 - 김승준
- 애슐린 - 김현지
- 로드 - 엄상현
- 마두크 - 오인성
- 게슈텔 - 장광
- 그외 - 강구한, 정훈석, 최준영, 조현정, 김동하, 심규혁, 소정환, 최낙윤, 이재범

### NOBLESSE: Awakening
애니메이션 제작은 프로덕션 I.G에서 담당하며, 원작 시즌 1의 내용이 단편 홍보용 애니메이션 형식으로 제작되어 매주 목요일에 Crunchyroll 등에서 무료로 공개되고 있다. 글로벌 웹툰 프로모션 영상이기 때문에 일본어 더빙, 영어 자막으로 공개 중이다. 2016년 2월 4일에 발매되었다.

#### 스태프
- 원작 - 손재호, 이광수
- 총감독 - 타다 슌스케
- 감독 - 마츠자와 켄이치
- 캐릭터 디자인 - 우미시마 센본
- 소품 디자인 - 우미시마 센본
- 색채설계 - 유사 쿠미코
- 총작화감독 - 이시이 아키하루
- 미술감독 - 타나카 타카노리
- 음향감독 - 이케 요시히로
- 애니메이션 제작 - 프로덕션 I.G

#### 성우진
- 라이제르 - 신가키 타루스케
- 프랑켄슈타인 - 히라카와 다이스케
- 한신우 - 하타나카 타스쿠
- 우익한 - 나가츠카 타쿠마
- 서윤아 - 요네자와 마도카
- M-21 - 오다 히사후미
- M-24 - 탄자와 테루유키
- 제이크 - 오카와 토루
- 마리 - 나바타메 히토미

#### 각화 리스트
| 화수 | 각본        | 프로듀스               | 그림 콘티       | 작화감독                                      | 총작화감독      |
| ---- | ----------- | ---------------------- | --------------- | --------------------------------------------- | --------------- |
| OVA  | 후쿠도메 슌 | 김준구 김형일 황보상우 | 테라오카 이와오 | 모로누키 테츠로 키세 카즈치카 이시다 케이이치 | 마츠자와 켄이치 |

### NOBLESSE -노블레스-
2020년 10월부터 12월까지 TV 애니메이션으로 방영되었다(전 13화).